# Chi lavora è perduto (In capo al mondo)
Chi lavora è perduto (In capo al mondo) è un film del 1963, il primo diretto da Tinto Brass. Il protagonista del film è Bonifacio (Sady Rebbot), un ventisettenne che si trova a girovagare per Venezia.
Il film è stato selezionato tra i 100 film italiani da salvare.

## Trama
Bonifacio è un rampante disegnatore fresco di diploma e sta per entrare a far parte di una grande industria, ma il lavoro lo annoia incredibilmente. Le sue idee e fantasie si indirizzano verso posizioni totalmente anarchiche, anche se due amici sono stati ricoverati in manicomio proprio a causa del loro idealismo. Il giovane senza speranza si ribella contro il sistema che dovrebbe inglobarlo, vagando senza meta per Venezia.

## Cameo
Brass fa da controfigura all'attore principale nelle riprese della voga: sono inquadrate le mani di Tinto e parte del corpo, visto da dietro. Appare inoltre al Festival del Lido come "paparazzo".

## Censura
Il film venne inizialmente bocciato dalla censura, che chiese dei tagli alla pellicola. Tinto Brass si rifiutò, e nonostante tutto riuscì comunque a far uscire al cinema il film nella sua versione integrale, cambiando solamente il titolo del film da In capo al mondo a Chi lavora è perduto. Secondo quanto dichiarato dal regista, ciò fu possibile anche grazie al nuovo Ministro dello Spettacolo socialista del governo di centro-sinistra che si era insediato nel frattempo e della nuova composizione della Commissione per la revisione cinematografica.